# Coilia dussumieri
Coilia dussumieri es una especie de pez del género Coilia, familia Engraulidae. Fue descrita científicamente por Valenciennes en 1848.
Se distribuye por el Océano Índico: India desde Bombay hasta Calcuta, probablemente también Birmania, Tailandia y Malasia. Pacífico Central Occidental: Tailandia a Java. La longitud estándar (SL) es de 20 cm. Habita en aguas completamente saladas y se alimenta de copépodos, camarones y larvas de peces. Puede alcanzar los 50 m de profundidad.
Está clasificada como una especie marina inofensiva para el ser humano.